# Ксенже-Поле
Ксенже-Поле (пол. Księże Pole, нім. Knispel) — село в Польщі, у гміні Баборув Ґлубчицького повіту Опольського воєводства.
Населення — 224 особи (2011).

## Демографія
Демографічна структура станом на 31 березня 2011 року:
|          | Загалом | Допрацездатний вік | Працездатний вік | Постпрацездатний вік |
| -------- | ------- | ------------------ | ---------------- | -------------------- |
| Чоловіки | 119     | 25                 | 84               | 10                   |
| Жінки    | 105     | 12                 | 67               | 26                   |
| Разом    | 224     | 37                 | 151              | 36                   |